# Supermodel Me (mùa 3)
Mùa thứ ba của Supermodel Me hay (Supermodel Me: Fast & Furious) được phát sóng vào năm 2012, với địa điểm quay ở Singapore.
Từ mùa giải này sẽ có sự thay đổi là chương trình sẽ phát sóng từ 30 đến 60 phút và toàn bộ ban giám khảo thay đổi (Lisa Selesner sẽ thay thế Charmaine Harn làm người dẫn chương trình với 3 giám khảo mới: diễn viên - người mẫu Ase Wang, người mẫu - người dẫn chương trình  Dominic Lau và biên tập viên của tạp chí Elle Sharon Lim). Đặc biệt xuất hiện trong chương trình gồm có: Deborah Henry, Wykidd Song, Marcus A. C., Junita Simon, Jennifer Tse, Joanne Peh, Utt, Qi Qi, Elisabeth Gwee, Rebecca Lim, Ana Rivera, Lum May Yee, Danielle Graham, Daniel Boey, Cindy Bishop, Kevin Ou.
Người chiến thắng của mùa giải này là Tiffany Warne, 18 tuổi đến từ Úc. Cô giành được: một hợp đồng với một công ty quản lí người mẫu ở Singapore, một hợp đồng người mẫu với Model One ở Hồng Kông và giải thưởng tiền mặt trị giá S$20.000.

## Các thí sinh
(Tuổi tính từ ngày dự thi)
| Đến từ      | Thí sinh          | Tuổi | Chiều cao              | Bị loại ở | Hạng                    |
| ----------- | ----------------- | ---- | ---------------------- | --------- | ----------------------- |
| Singapore   | Petrina Ann       | 18   | 1,75 m (5 ft 9 in)     | Tập 1     | 12                      |
| Myanmar     | Lynn Yang Wolf    | 21   | 1,70 m (5 ft 7 in)     | Tập 3     | 11 (tước quyền thi đấu) |
| Úc          | Lila Swain        | 22   | 1,73 m (5 ft 8 in)     | Tập 3     | 10                      |
| Thái Lan    | Charlotte Beck    | 22   | 1,68 m (5 ft 6 in)     | Tập 4     | 9                       |
| Singapore   | Danielle Lim      | 23   | 1,76 m (5 ft 9+1⁄2 in) | Tập 5     | 8                       |
| Việt Nam    | Isabelle Du       | 26   | 1,69 m (5 ft 6+1⁄2 in) | Tập 6     | 7                       |
| Hồng Kông   | Venus Hung        | 21   | 1,78 m (5 ft 10 in)    | Tập 7     | 6                       |
| Malaysia    | Deanna Ibrahim    | 27   | 1,75 m (5 ft 9 in)     | Tập 8     | 5                       |
| Philippines | Jacqueline Milner | 18   | 1,75 m (5 ft 9 in)     | Tập 10    | 4                       |
| Hồng Kông   | Asha Cuthbert     | 20   | 1,72 m (5 ft 7+1⁄2 in) | Tập 12    | 3                       |
| Thái Lan    | Nansi Sanya       | 22   | 1,74 m (5 ft 8+1⁄2 in) | Tập 12    | 2                       |
| Úc          | Tiffany Warne     | 18   | 1,73 m (5 ft 8 in)     | Tập 12    | 1                       |

## Thứ tự gọi tên
| 1  | Deanna     | Charlotte  | Deanna     | Tiffany    | Tiffany    | Jacqueline | Tiffany    | Jacqueline | Jacqueline | Tiffany    | Tiffany |  |  |
| 2  | Jacqueline | Asha       | Tiffany    | Asha       | Nansi      | Asha       | Asha       | Tiffany    | Tiffany    | Asha       | Nansi   |  |  |
| 3  | Nansi      | Lynn       | Nansi      | Deanna     | Venus      | Deanna     | Nansi      | Asha       | Nansi      | Nansi      | Asha    |  |  |
| 4  | Isabelle   | Lila       | Isabelle   | Nansi      | Deanna     | Nansi      | Jacqueline | Nansi      | Asha       | Jacqueline |         |  |  |
| 5  | Venus      | Isabelle   | Charlotte  | Isabelle   | Jacqueline | Venus      | Deanna     | Deanna     |            |            |         |  |  |
| 6  | Asha       | Jacqueline | Venus      | Venus      | Asha       | Tiffany    | Venus      |            |            |            |         |  |  |
| 7  | Lynn       | Nansi      | Jacqueline | Danielle   | Isabelle   | Isabelle   |            |            |            |            |         |  |  |
| 8  | Danielle   | Danielle   | Asha       | Jacqueline | Danielle   |            |            |            |            |            |         |  |  |
| 9  | Tiffany    | Venus      | Danielle   | Charlotte  |            |            |            |            |            |            |         |  |  |
| 10 | Lila       | Tiffany    | Lila       |            |            |            |            |            |            |            |         |  |  |
| 11 | Charlotte  | Deanna     | Lynn       |            |            |            |            |            |            |            |         |  |  |
| 12 | Petrina    |            |            |            |            |            |            |            |            |            |         |  |  |

     Thí sinh được miễn loại.
     Thí sinh bị loại.
     Thí sinh ban đầu bị loại nhưng được cứu.
     Thí sinh bị tước quyền thi đấu.
     Thí sinh chiến thắng cuộc thi.
- Trong tập 3, Jacqueline và Lynn đã vi phạm nội quy cuộc thi vì họ đã lẻn ra khỏi ngôi nhà chung mà không có sự cho phép của chương trình. Vì vậy, nhà sản xuất đã yêu cầu 8 cô gái còn lại bình chọn người nên bị loại. Kết quả là Lynn được nhiều phiếu bầu nhất và bị tước quyền thi đấu. Chính vì thế, người đã bị loại ở tập trước Deanna được quay trở lại cuộc thi trong buổi loại trừ.
- Ở tập 9, Asha là người tiếp theo bị loại, nhưng sau đó thì Lisa thông báo rằng là tuần này sẽ không có ai bị loại.
- Tập 11 là tập ghi lại khoảnh khắc của cuộc thi.

### Buổi chụp hình
- Tập 1: Áo tắm La Perla trong ngôi nhà hoang cho lịch La Perla
- Tập 2: Tiệc tùng trong hộp đêm với những người mẫu nam
- Tập 3: Chạy lạc trong rừng đêm trên băng chuyền
- Tập 4: Ảnh trắng đen đồ lót La Perla với ngựa
- Tập 5: Thân mật trên xe cổ điển với Utt
- Tập 6: Tạo dáng dưới nước
- Tập 7: Những cô gái trượt patanh của thập niên 1980
- Tập 8: Tên cướp ngân hàng bị bắt
- Tập 9: Võ sĩ trên không
- Tập 10: Ngôi sao nhạc rock
- Tập 12: Thời trang cao cấp trong sự hỗn loạn của đường đua